# On an Island with You
 On an Island with You és una pel·lícula musical americana de Richard Thorpe estrenada el 1948.

## Argument
Un equip de cinema arriba a Hawaii per rodar un musical romàntic. Entre els actors hi ha un tinent d'aviació que està enamorat de l'actriu principal, Rosalind Reynolds (Esther Williams). Ella ja està promesa, però farà tot el possible per aconseguir el seu amor.

## Repartiment
- Esther Williams: Rosalind Reynolds
- Peter Lawford: Tinent Lawrence Y. Kingslee
- Ricardo Montalban: Ricardo Montez
- Jimmy Durante: Jimmy Buckley
- Cyd Charisse: Yvonne Torro
- Leon Ames: Harrison
- Kathryn Beaumont: Penelope Peabody
- Dick Simmons: George Blaine
- Xavier Cugat i la seva orquestra

## Crítica
Joseph Pasternak, que va produir On An Island With You va decidir que era necessari de guarnir les seqüències aquàtiques i com a conseqüència la presenta en una trama i diàleg que deixa fora els altres actors, Peter Lawford, Cyd Charisse i Ricardo Montalban.
El guió és compartit per quatre escriptors, a partir d'una història de dos d'ells. El tema és un afer a quatre bandes on els malentesos es resolen en la seqüència final amb un to romàntic de nois i noies, inevitable des del primer minut. Tres dels joves són membres d'una empresa de localitzacions de cinema a Honolulu. El quart, Lawford, és un improbable aviador de la marina que demanar un ball a la Williams.
Els defectes d'On An Island With You és no tenir cap idea, però per completar el registre, s'hauria d'observar que Richard Thorpe, el director, mai no va ajudar a pujar el seu nivell. La fotografia en Technicolor, amb la quantitat de paisatge tropical i música suau que hom podria esperar.